# Formula 1: Drive to Survive
Formula 1: Drive to Survive è una serie televisiva documentaristica realizzata da Netflix in collaborazione con la Formula 1, che racconta retroscena e il dietro le quinte del Campionato mondiale di Formula 1 dal 2018 in poi. 
La docu-serie si compone di 10 episodi a stagione. Il primo trailer è stato pubblicato il 20 febbraio 2019. La pubblicazione della prima stagione sulla piattaforma di streaming è avvenuta l'8 marzo 2019.

## Trama
Durante le spietate stagioni di Formula 1, piloti, manager e proprietari delle scuderie vivono una vita a tutta velocità, in pista e fuori, per poter vincere più punti possibile e avere una grande macchina.

### Stagione 1: Campionato mondiale di Formula 1 2018
La prima stagione della serie, in dieci episodi è la "prima a immergere veramente il pubblico all'interno degli abitacoli, nel paddock e nelle vite dei protagonisti della Formula 1". La serie copre il Campionato mondiale di Formula 1 2018 e offre "un accesso ineguagliabile ed esclusivo ai piloti più veloci del mondo, ai dirigenti e ai proprietari delle squadre, così come al team di gestione della Formula 1 stessa".

### Stagione 2: Campionato mondiale di Formula 1 2019
La seconda stagione, composta da dieci episodi, copre il Campionato mondiale di Formula 1 2019 e include ogni squadra, comprese Ferrari e Mercedes che non avevano permesso a Netflix di seguire le loro squadre nella prima stagione. La seconda stagione segue ancora Daniel Ricciardo, passato alla Renault, segue le montagne russe emotive di Pierre Gasly durante l'anno, e getta un riflettore sul fine settimana del Gran Premio del Belgio, che è stato oscurato dalla morte del pilota di Formula 2 Anthoine Hubert durante la feauture race.

### Stagione 3: Campionato mondiale di Formula 1 2020
La terza stagione dello show, che copre il Campionato mondiale di Formula 1 2020, ha debuttato il 19 marzo 2021 e ha continuato seguire alcune storie di piloti della stagione precedente, come l'insoddisfazione di Daniel Ricciardo alla Renault e i tentativi di Pierre Gasly di riconquistare il suo posto perso alla Red Bull. Ha anche seguito gli effetti della pandemia COVID-19 sulla stagione, la lotta della Scuderia Ferrari per rimanere competitiva dopo la controversia sulla power unit dell'anno precedente, e il grave incidente di Romain Grosjean al Gran Premio del Bahrain.

### Stagione 4: Campionato mondiale di Formula 1 2021
La quarta stagione, che segue il Campionato mondiale di Formula 1 2021, è stata presentata in anteprima su Netflix l'11 marzo 2022. Questa stagione documenta la feroce battaglia per il titolo tra il sette volte campione del mondo Lewis Hamilton e il pilota olandese Max Verstappen. Vengono presentati 3 nuovi piloti, Mick Schumacher, Nikita Mazepin e Yuki Tsunoda.

### Stagione 5: Campionato mondiale di Formula 1 2022
La quinta stagione, che copre il Campionato mondiale di Formula 1 2022, è stata rilasciata il 24 febbraio 2023. Questa stagione segue le prove e le difficoltà della Scuderia Ferrari, il problema del porpoising della Mercedes W13, il percorso che ha portato alla vittoria di Sergio Pérez al Gran Premo di Monaco, la controversia sul contratto di Oscar Piastri e le difficoltà di Daniel Ricciardo alla McLaren. Max Verstappen, pilota della Red Bull Racing, ha confermato che la quinta stagione segna la sua prima apparizione completa all'interno delle interviste in show, dopo averla criticata in passato per aver inventato eventi accaduti durante il Campionato del Mondo.

## Episodi
| Stagione         | Episodi | Pubblicazione USA | Pubblicazione Italia |
| ---------------- | ------- | ----------------- | -------------------- |
| Prima stagione   | 10      | 8 marzo 2019      | 8 marzo 2019         |
| Seconda stagione | 10      | 28 febbraio 2020  | 28 febbraio 2020     |
| Terza stagione   | 10      | 19 marzo 2021     | 19 marzo 2021        |
| Quarta stagione  | 10      | 11 marzo 2022     | 11 marzo 2022        |
| Quinta stagione  | 10      | 24 febbraio 2023  | 24 febbraio 2023     |
| Sesta stagione   | 10      | 23 febbraio 2024  | 23 febbraio 2024     |
| Settima stagione | 10      | 7 marzo 2025      | 7 marzo 2025         |

## Produzione
Il 24 marzo 2018, la Formula 1 ha annunciato che Netflix aveva commissionato una serie di dieci episodi di una docu-serie. I produttori esecutivi della serie sono James Gay-Rees e Paul Martin per la compagnia di produzione Box to Box Films. Sophie Todd ricopre il ruolo di showrunner della produzione. Il 20 febbraio 2019 è stato pubblicato il trailer della serie, uscita poi l'8 marzo dello stesso anno. Il 28 febbraio 2020 esce la seconda stagione in contemporanea mondiale, riscuotendo un grande successo in particolare negli Stati Uniti, nei paesi dell'Unione europea e nei paesi di lingua spagnola. Il 19 febbraio 2021 è stato pubblicato il trailer della terza stagione, uscita poi il 19 marzo 2021.
Gay-Rees ha successivamente rivelato a che Drive to Survive era stato originariamente concepito come una serie che ruotava esclusivamente intorno alla Red Bull Racing prima di evolversi in una serie sulla F1 in generale.
Le riprese della stagione 2020 sono iniziate a marzo ma sono state sospese fino a luglio a causa della pandemia di COVID-19.

## Promozione e distribuzione
Il trailer della prima stagione è stato pubblicato il 20 febbraio 2019, e l'8 marzo 2019 la serie ha debuttato su Netflix.
Il trailer della seconda stagione è stato pubblicato il 17 febbraio 2020, e la stagione ha debuttato su Netflix il 28 febbraio 2020.
Il trailer della terza stagione è stato pubblicato il 19 febbraio 2021, e la stagione ha debuttato su Netflix il 19 marzo 2021.
Il trailer della quarta stagione è stato pubblicato il 28 febbraio 2022, e la stagione ha debuttato su Netflix l'11 marzo 2022.
Il trailer della quinta stagione è stato pubblicato il 17 febbraio 2023, e la stagione ha debuttato su Netflix il 24 febbraio 2023.